# Orazio Gentileschi

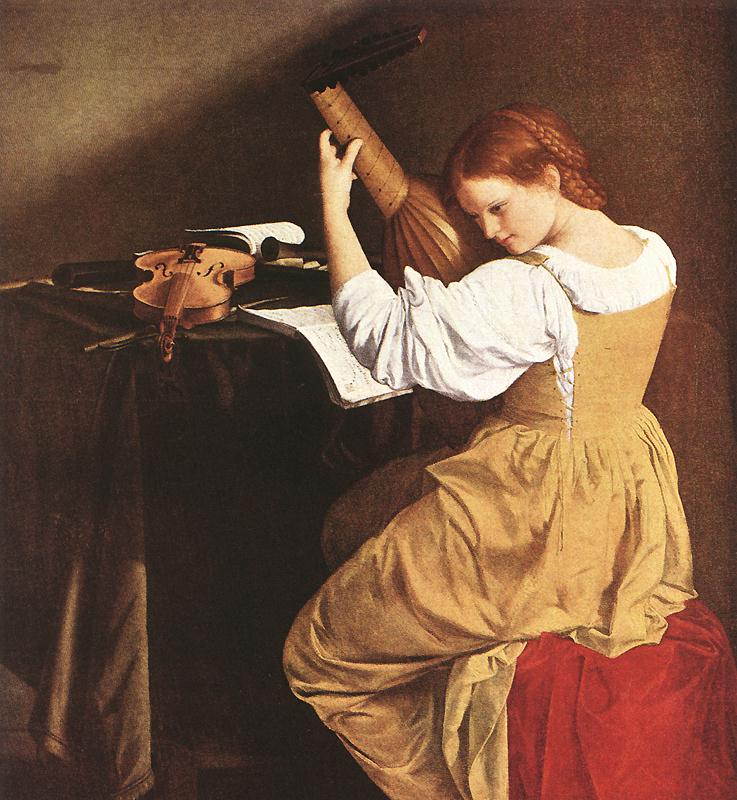
Llaüt de Orazio Gentileschi.

Orazio Lomi Gentileschi. Pisa, 1563 - Londres, 1639. Fou un pintor caravaggista italià.
Format a l'ambient del manierisme de la Toscana, es va establir aviat a Roma, on va quedar impressionat per l'obra de Caravaggio; però va conformar un estil personal, elegant i matisat que va influir en mestres com l'espanyol Juan Bautista Maino.
Després de treballar a les Marques (cap a 1613 - 1619), a Gènova i a París (1624 - 1625), va prosseguir la seva carrera a Londres, a la cort de Carles I d'Anglaterra, el qual estava constituint una gran col·lecció d’art renaixentista i barroc, amb mestres italians i flamencs. Gentileschi va romandre a Anglaterra durant el temps que li quedava de vida.
El seu estil era prou convencional, però les seves obres van ser apreciades pel seu classicisme per l'aristocràcia anglesa. El seu tenebrisme juvenil era influència de Caravaggio però sense el naturalisme excessiu d'aquest; empra llums contrastades però es recrea en teixits i materials luxosos, no en els defectes físics. Entre les seves obres més conegudes, destaquen "Moisès rescatat de les aigües del Nil" i "Sant Francesc i l'àngel" (ambdós al Museu del Prado a Madrid), "Lot i les seves filles" (versions molt distintes al Museu de Belles Arts de Bilbao i al Museu Thyssen-Bornemisza) i "Josep i la dona de Putifar" (Hampton Court, Royal Collection, Regne Unit).
Va ser el pare de la pintora Artemisia, que va treballar a Florència i a Nàpols. Aquesta va representar amb certa freqüència temes violents (Judit amb el cap d'Holofernes), el que alguns crítics expliquen per la violació que va sofrir per part d'un aprenent del seu pare.